# Lecane curvicornis
Lecane curvicornis är en hjuldjursart som först beskrevs av Murray 1913.  Lecane curvicornis ingår i släktet Lecane och familjen Lecanidae. Inga underarter finns listade i Catalogue of Life.